# La Harpe (Illinois)
La Harpe è un comune degli Stati Uniti d'America, situato in Illinois, nella Contea di Hancock.